# Трое в дороге
«Трое в дороге» (англ. Three For The Road) — кинофильм.

## Сюжет
У сенатора США начинается выборная кампания. Помешать ему может только одно — его собственная неуправляемая дочь. Он поручает своему помощнику отвезти её в спецшколу. Взяв в помощники приятеля, все трое отправляются в дорогу, и это будет не самое простое путешествие.

## В ролях
- Чарли Шин — Пол
- Керри Грин — Робин Киттередж
- Алан Рак — Ти Эс
- Салли Келлерман — Бланш Киттередж
- Блэйр Тефкин — Мисси
- Рэймонд Дж. Барри — сенатор Киттередж
- Алекса Хэмилтон — Вирджиния
- Берт Ремсен — Стю
- Джеймс Айвори — Клеренс
- Эрик Брюскоттер — Джуниор
- Гари Таггарт — администратор ресторана